# Omloop Mandel-Leie-Schelde
A Omloop Mandel-Leie-Schelde, é uma corrida de ciclismo de estrada profissional de um dia que se realiza na Bélgica na região de Flandres pela cidade de Meulebeke, foi criada em 1945 e até 2010 foi de categoria amador, depois desde em 2011 passou a ser um criterium de categoria nacional, e desde o ano 2017 recebeu a categoria 1.1 dentro dos Circuitos Continentais da UCI fazendo parte do UCI Europe Tour.
Desde 1997 também se disputa a mesma prova para ciclistas juvenis ainda que esta sem depois de moto; ademais, ao invés que a sua originária não está desaparecida e está inscrita no calendário UCI na sua categoria.

## Palmarés
| Ano                              | Vencedor                          | Segundo                       | Terceiro                 |
| -------------------------------- | --------------------------------- | ----------------------------- | ------------------------ |
| 1945                             | André Pieters                     | Albert Sercu                  | Juul Huvaere             |
| 1946                             | Albéric Schotte                   | Jan Landuyt                   | Juul Huvaere             |
| 1947                             | Michel Van Elsué                  | Arsène Rijckaert              | Emmanuel Thoma           |
| 1948                             | Georges Desplenter                | Maurice Desimpelaere          | Albert Sercu             |
| 1949                             | Michel Remue                      | Georges Desplenter            | André Pieters            |
| 1950                             | Albert Decin                      | Robert Nolf                   | Julien Van Dijcke        |
| 1951                             | Emmanuel Thoma                    | Raphael Glorieux Albert Ramon | André Pieters            |
| 1952                             | Karel De Baere                    | Albert Ramon Raphael Glorieux | Lode Wouters             |
| 1953                             | André Declerck                    | Omer Braeckeveldt             | Valère Ollivier          |
| 1954                             | Maurice Blomme                    | Albéric Schotte               | Marcel De Mulder         |
| 1955                             | Wim van Est                       | Germain Derycke               | Marcel De Mulder         |
| 1956                             | Germain Derycke                   | Lode Anthonis                 | Jozef De Feyter          |
| 1957                             | Noël Foré                         | Jozef Schils                  | Lucien Taillieu          |
| 1958                             | Jos Hoevenaers                    | Petrus Oellibrandt            | Frans Aerenhouts         |
| 1959                             | Frans Aerenhouts                  | Arthur Decabooter             | Henri Van Den Bossche    |
| 1960                             | Julien Schepens                   | Jef Planckaert                | Frans De Mulder          |
| 1961                             | Petrus Oellibrandt                | Jan Zagers                    | Alfons Hermans           |
| 1962                             | Leon Vandaele                     | René Vanderveken              | Seamus Elliott           |
| 1963                             | Norbert Kerckhove                 | Piet van Est                  | Peter Post               |
| 1963 (2)                         | Robert Lelangue                   | Willy Raes                    | Clément Roman            |
| 1964                             | Gilbert De Smet                   | Carmine Preziosi              | Theo Nys                 |
| 1965                             | Jan Nolmans                       | Joseph Mathy                  | Julien Haelterman        |
| 1966                             | Yvo Molenaers                     | Albert Van Vlierberghe        | Jaak De Boever           |
| 1967                             | Jan Harings                       | Norbert Kerckhove             | Paul In 't Ven           |
| 1968                             | Jos Huysmans                      | Roger Cooreman                | Roger Rosiers            |
| 1969                             | Wim Schepers                      | Herman Vrijders               | Remi Van Vreckom         |
| 1970                             | Wilfried David                    | Remi Van Vreckom              | Romain Pauwels           |
| 1971                             | Eric Leman                        | Ronny Van De Vijver           | Julien Stevens           |
| 1972                             | Christian Callens                 | Fernand Bruggeman             | Georges Barras           |
| 1973                             | Willy Abbeloos                    | Guido Van Sweevelt            | Wim Kelleners            |
| 1974                             | José Vanackere                    | Frans Mintjens                | Pol Lannoo               |
| 1975                             | Jos Gysemans                      | Dirk Baert                    | Willy Van Malderghem     |
| 1976                             | Willem Peeters                    | Edward Janssens               | Eric Van De Wiele        |
| 1977                             | Ludo Peeters                      | Eddy Vanhaerens               | Frans Verhaegen          |
| 1978                             | Ludo Schurgers                    | Walter Naegels                | Martin Havik             |
| 1979                             | Ludo Peeters                      | Walter Godefroot              | Michel Pollentier        |
| 1980                             | Lieven Malfait                    | William Tackaert              | Eric Van De Wiele        |
| 1981                             | Walter Planckaert Eddy Planckaert | Daniel Willems                | Philippe Vandeghinste    |
| 1982                             | Gery Verlinden                    | Patrick Vermeulen             | Marc Dierickx            |
| 1983                             | William Tackaert                  | Allan Peiper                  | Luc Meersman             |
| 1984                             | Patrick Versluys                  | Martin Durant No name         | Luc Meersman             |
| 1985                             | Rudy Dhaenens                     | Willy Teirlinck               | Jozef Lieckens           |
| 1986                             | Rudy Dhaenens                     | Ferdi Van Den Haute           | Herman Frison            |
| 1987                             | Frans Maassen                     | John Dekeukelaere             | Edwin Bafcop             |
| 1988                             | Johan Devos                       | Peter Huyghe                  | Patrick Deneut           |
| 1989                             | Eddy Planckaert                   | Carlo Bomans                  | Pascal Elaut             |
| 1990                             | Benjamin Van Itterbeeck           | Adri van der Poel             | Dirk De Wolf             |
| 1991                             | Wilco Zuijderwijk                 | Antoine Goense                | Peter Huyghe             |
| 1992                             | Danny Nelissen Wilfried Nelissen  | John Talen                    | Herman Frison            |
| 1993                             | Frank Van Den Abeele              | Viatcheslav Ekimov            | Paul Haghedooren         |
| 1994                             | Wilfried Nelissen                 | Peter Van Petegem             | Carlo Bomans             |
| 1995                             | Niko Eeckhout                     | Léon van Bon                  | Lars Michaelsen          |
| 1996                             | Johan Museeuw                     | Frank Vandenbroucke           | Wilfried Peeters         |
| 1997                             | Franky De Buyst                   | Stéphane Hennebert            | Hans De Clercq           |
| 1998                             | Jo Planckaert                     | Patrick Jonker                | Maarten den Bakker       |
| 1999                             | Johan Museeuw                     | Michel Vanhaecke              | Léon van Bon             |
| 2000                             | Stefano Zanini                    | Jo Planckaert                 | Michel Vanhaecke         |
| 2001                             | Romāns Vainšteins                 | Jo Planckaert                 | Eric De Clercq           |
| 2002                             | Peter Van Petegem                 | Johan Museeuw                 | Tom Boonen               |
| 2003                             | Johan Museeuw                     | Marc Streel                   | Paul Van Hyfte           |
| 2004                             | Tom Boonen                        | Gorik Gardeyn                 | Nico Mattan              |
| 2005                             | Geert Omloop                      | Marc Wauters                  | Nico Mattan              |
| 2006                             | Leif Hoste                        | Niko Eeckhout                 | Fränk Schleck            |
| 2007                             | Alessandro Ballan                 | Gorik Gardeyn                 | Gianni Meersman          |
| 2008                             | Stijn Devolder                    | Leif Hoste                    | Frederik Willems         |
| 2009                             | Nick Nuyens                       | Steven de Jongh               | Frederik Willems         |
| 2010                             | Jan Ghyselinck                    | Kurt Hovelijnck               | Guillaume Van Keirsbulck |
| 2011                             | Davy Commeyne                     | Laurens De Vreese             | Wim De Vocht             |
| 2012                             | Pieter Ghyllebert                 | Guillaume Van Keirsbulck      | Frederic Verkinderen     |
| 2013                             | Iljo Keisse                       | Fréderique Robert             | Niko Eeckhout            |
| 2014                             | Jasper De Buyst                   | Alexander Krieger             | Jonas Van Genechten      |
| 2015                             | Amaury Capiot                     | Gianni Meersman               | Jelle Cant               |
| 2016                             | Pieter Vanspeybrouck              | Christopher Latham            | Amaury Capiot            |
| 2017                             | Iljo Keisse                       | Huub Duyn                     | Maarten Wynants          |
| 2018                             | Wouter Wippert                    | Herman Dahl                   | Justin Jules             |
| 2019                             | Niccolò Bonifazio                 | Timothy Dupont                | Tom Van Asbroeck         |
| 2020-2021 edições não realizadas |                                   |                               |                          |
| 2022                             | Rory Townsend                     | Harry Tanfield                | Ruben Apers              |
| 2023                             | Warre Vangheluwe                  | Lionel Taminiaux              | Andrea Raccagni Noviero  |
| 2024                             | Finn Crockett                     | Daniel Årnes                  | Jago Willems             |

## Palmarés por países
| País          | Vitórias |
| ------------- | -------- |
| Bélgica       | 66       |
| Países Baixos | 6        |
| Itália        | 3        |
| Letônia       | 1        |

## Estatísticas

### Mais vitórias
| Ciclista          | Vitórias | Anos       |
| ----------------- | -------- | ---------- |
| Eddy Planckaert   | 2        | 1981, 1989 |
| Wilfried Nelissen | 2        | 1992, 1994 |
| Johan Museeuw     | 2        | 1996, 1999 |
| Iljo Keisse       | 2        | 2013, 2017 |